# Bitch I'm Madonna
Singles de Madonna
Ghosttown
(2015) Hold Tight
(2015)
Singles par Nicki Minaj
The Night Is Still Young
(2015) All Eyes on You
(2015)
Pistes de Rebel Heart
Illuminati
(5) Hold Tight
(7)
Bitch I'm Madonna est une chanson de la chanteuse américaine Madonna, issue de son treizième album studio, Rebel Heart. La chanson a été coécrite par Madonna, Diplo, Ariel Rechtshaid, MoZella, Toby Gad, Sophie et Nicki Minaj, qui interprète un rap à la fin, et coproduite par Madonna et Diplo. Ce titre est annoncé comme troisième single de l'album, après Living for Love et Ghosttown. Il s'agit de la troisième chanson de Madonna sur laquelle Nicki Minaj pose sa voix, après Give Me All Your Luvin' et I Don't Give A.

## Genèse
En février 2014, Madonna annonce son retour en studio et déclare chercher des auteurs et des producteurs pour travailler avec elle. Deux mois plus tard, elle révèle via son compte Instagram être en collaboration avec le DJ américain Diplo. Lors d'une interview pour le magazine Idolator, Diplo déclare que Madonna, après une session d'enregistrement, lui a demandé de lui donner ce qu'il avait de plus fou. Ce titre, devenu Bitch I'm Madonna, a été confirmé par le biais de hashtags sur l'Instagram de la chanteuse. C'est également sur cette application que la participation de Nicki Minaj a été officialisée.
Le 17 décembre 2014, une compilation de treize maquettes issues des sessions d'enregistrement de Rebel Heart se retrouve disponible illégalement sur Internet. Bitch I'm Madonna en fait partie, mais sans le rap de Nicki Minaj. Trois jours plus tard, l'équipe de Madonna a rendu l'album disponible à la précommande sur iTunes, précommande qui permet d'obtenir les six premières pistes immédiatement, dont Bitch I'm Madonna.
Diplo révèle plus tard que la version de Bitch I'm Madonna présente sur l'album n'est pas la version définitive, puisqu'il travaillait encore dessus au moment de la mise en vente sur iTunes. Le DJ met en ligne sa version sur son compte Soundcloud. C'est cette version qui est utilisée pour la prestation de Madonna lors du Tonight Show.
La sortie de Bitch I'm Madonna en single était envisagée dès mars 2015, puisque Madonna déclarait à Edge Media Network son intention de tourner un clip pour cette chanson.

## Clip vidéo
La réalisation du clip de Bitch I'm Madonna est confiée à Jonas Akerlund, qui a déjà réalisé les clips de Ray of Light, Music, American Life, Jump, Celebration et Ghosttown, le single précédent. Beyoncé, Katy Perry, Miley Cyrus ou encore Rita Ora sont annoncées comme invitées sur le clip, en plus de Diplo et Nicki Minaj. Au mois de mai 2015, le site The Sun avait annoncé que Madonna et Rita Ora, ancienne égérie de la marque Material Girl, travaillaient sur une vidéo dite secrète.
Les 12 et 16 juin 2015, deux teasers du clip sont mis en ligne sur le compte Instagram de Madonna. Le 17 juin, un extrait de la vidéo est diffusé lors de l'émission Good Morning America. La vidéo est dévoilée sur Tidal à 10 heures (EST) le même jour. Un problème technique fait que l'image et le son se gèlent au bout de trois minutes et 20 secondes. Ce problème est corrigé trois heures plus tard. 
Mis en ligne sur YouTube le 18 juin, le clip devient le plus vu de Madonna sur YouTube avec 100 millions de vues en 74 jours environ. En janvier 2018, le nombre de vues du clip sur Vevo dépasse les 260 millions.

### Synopsis
Le clip est construit comme une série de plans-séquences qui retracent une fête organisée par Madonna dans un hôtel de luxe. La vidéo commence dans la salle de sport, où Madonna apparait avec une veste rose à clous sur une robe à motif léopard, des mèches roses dans les cheveux. Elle sort de la salle en embrassant un homme, puis parcourt un couloir où elle croise Diplo. La chanteuse effectue ensuite une chorégraphie avec les danseuses Aya et Bambi, dans une chambre où se baignent deux jeunes filles, les seins dissimulés par du ruban adhésif, avant de rejoindre Rita Ora et Chris Rock. Plus loin dans le couloir, Madonna croise des chaussettes-marionnettes éclairées par une lumière noire, puis arrive dans le bar et fait boire un shot à Jon Kortajarena. Miley Cyrus, Beyoncé et Katy Perry apparaissent en surimpression tandis qu'Alexander Wang, Diplo et Rocco Ritchie, le fils aîné de Madonna, prononcent à leur tour "Bitch I'm Madonna". David Banda Ritchie, le fils cadet de la chanteuse, fait une démonstration de breakdance avant que Nicki Minaj n'apparaisse sur un écran de télévision pour entonner son rap, accompagnée de deux plans rapides sur Kanye West. La fête continue dans une boîte de nuit, où Madonna embrasse une des danseuses, renverse une bouteille sur un policier puis grimpe un escalier jusqu'au toit, où elle est portée par la foule. Kanye West, Katy Perry et Nicki Minaj reviennent à l'image. La vidéo se termine par des plans de Madonna qui danse toute seule dans une chambre puis s'écroule sur le sol.

### Fin alternative
Le making-of de la vidéo est mis en ligne le même jour, et montre une fin alternative au clip : Madonna quitte la fête, épuisée, accompagnée par un homme aux cheveux longs. Le lendemain matin, elle regarde par le baie vitrée et crie "Time to wake up, New York!" ("Debout, New York !"). Des plans de cette scène ont été utilisés pour le premier teaser de la vidéo.